# Margot Heumann
Margot Heumann (geboren 17. Februar 1928 in Hellenthal; gestorben am 11. Mai 2022 in Green Valley, Arizona, Vereinigte Staaten) war eine Holocaustüberlebende aus Deutschland, die in New York lebte. 

## Kindheit, Jugend und Verfolgung

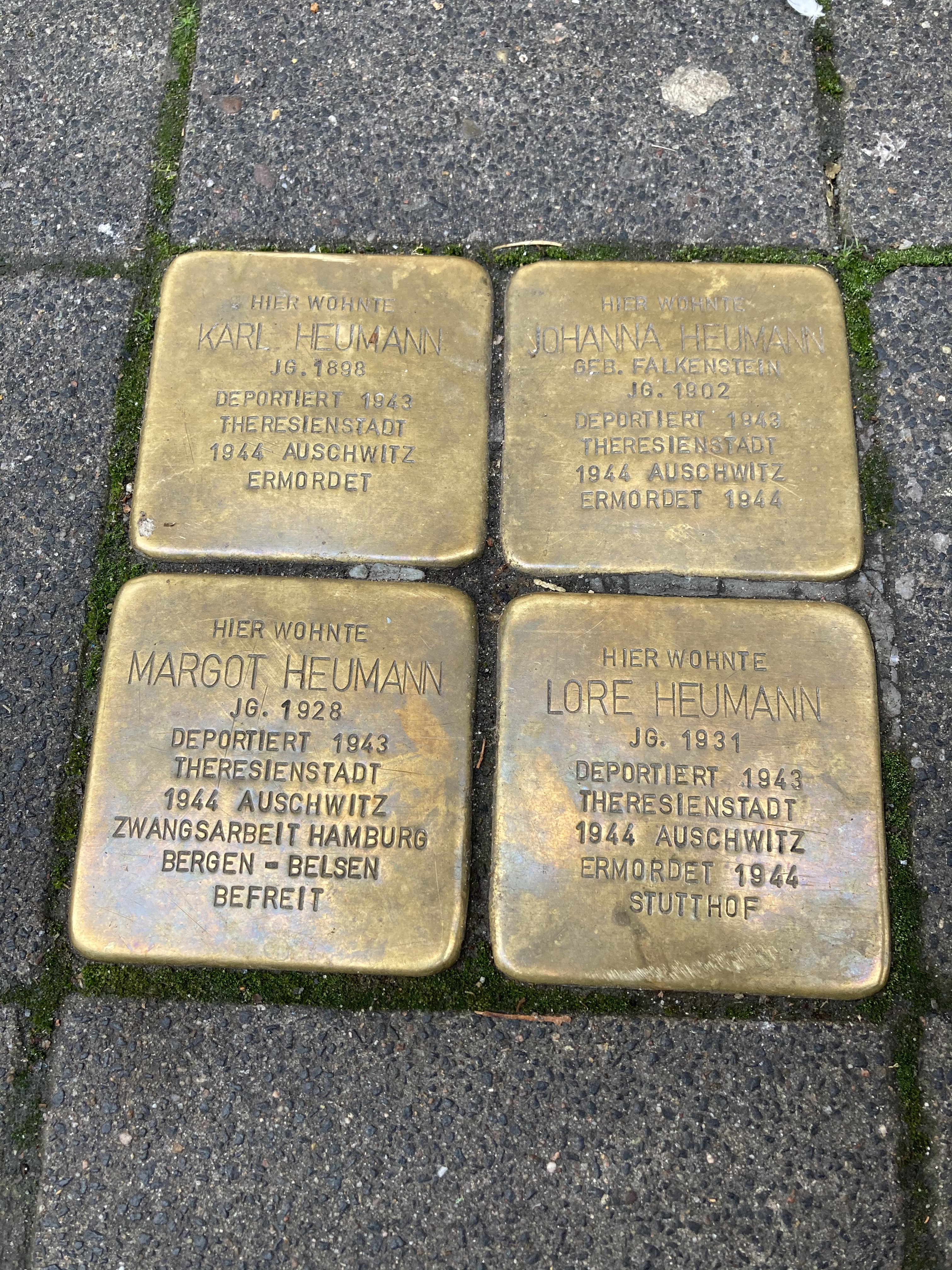
Stolpersteine für die Familie Heumann in Bielefeld

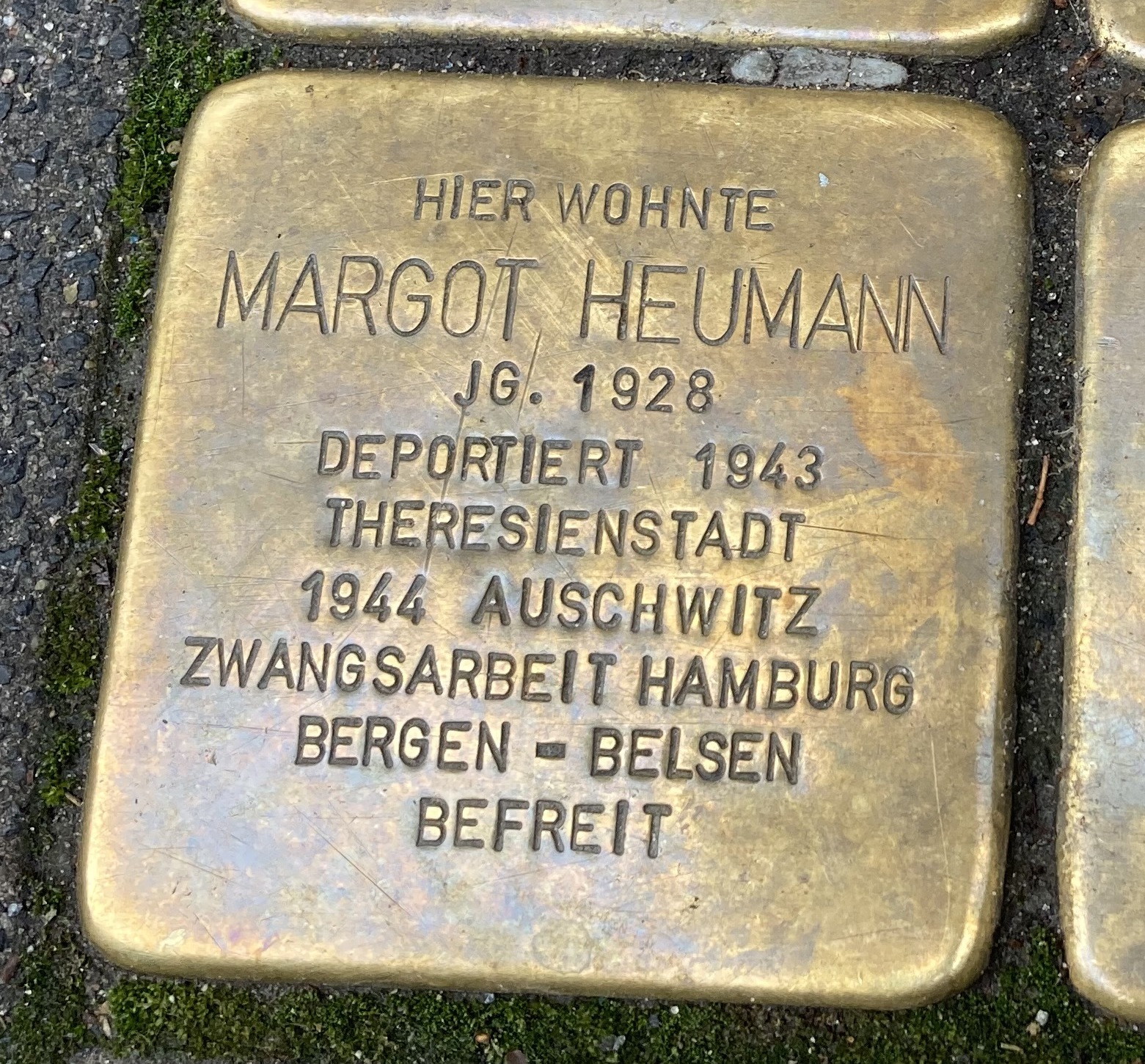
Stolperstein von Margot Heumann im Detail

Margot Heumann kam als erste Tochter des Einzelhändlers Karl Heumann und seiner Frau Johanna (geborene Falkenstein) in Hellenthal an der belgischen Grenze zur Welt. Sie hatte eine drei Jahre jüngere Schwester namens Lore. Die Familie war gut situiert. Die Mädchen wuchsen erst in der Eifel, dann in Lippstadt auf. 1937 zog die Familie nach Bielefeld, wo der Vater ab 1939 als Sachbearbeiter für den Hilfsverein der deutschen Juden tätig war.
Aufgrund der Ausgrenzung jüdischer Kinder an staatlichen Schulen im NS-Staat besuchte Margot Heumann ab 1937 eine jüdische Schule. Dort, so berichtete Heumann, fühlte sie sich bereits in der Pubertät von Mädchen angezogen. An der letzten Bielefelder Wohnanschrift in der jetzigen Karl-Eilersstr. 11 erinnern heute vier Stolpersteine an die Familie Heumann.
Die meisten Bielefelder Juden wurden beginnend mit dem 13. Dezember 1941 in die Vernichtungslager deportiert, Da der Vater für eine jüdische Organisation arbeitete, wurde er von diesen Deportationen zurückgestellt und ebenso wie andere Gemeindemitarbeiter erst mit den letzten nicht in Mischfamilien lebenden Bielefelder Juden am 28. Juni 1943 ins KZ Theresienstadt verschleppt. Dort wurden Margot und Lore Heumann wie die anderen Kinder auch in Jugendheimen untergebracht, die weniger überfüllt waren als die Unterkünfte für Erwachsene, auch das Essen war ein wenig reichhaltiger. Zuständig für die sogenannte Jugendfürsorge waren Egon „Gonda“ Redlich (1916–1944) und Fredy Hirsch (1916–1944).
Im Heim verliebte sich Margot Heumann in Dita, ein Mädchen aus Wien, das ohne Eltern nach Theresienstadt deportiert worden war. Die Mädchen schliefen in einem Bett und kamen sich heimlich näher, zeigten ihre starke Zuneigung zueinander aber nicht der Außenwelt. Das ausgeprägte Kulturleben in Theresienstadt wurde für Heumann wichtig, sie sah dort ihre erste Oper, La Bohème von Giacomo Puccini und wurde später in New York zu einer begeisterten Opernbesucherin.
Am 16. Mai 1944 wurde Margot Heumann ins KZ Auschwitz-Birkenau verbracht und traf dort, im sogenannten Theresienstädter Familienlager später ihre schmerzlich vermisste Freundin Dita und deren Tante wieder. Bei der Auflösung des „Familienlagers“ Anfang Juli 1944 wäre Margots Mutter Johanna Heumann zwar als arbeitsfähig eingeschätzt worden, sie entschied sich aber, bei ihrer jüngeren Tochter zu bleiben. Margots Eltern wurden in Auschwitz ermordet, Lore Heumann kam im Konzentrationslager Stutthof (südlich von Danzig) um. Margot Heumann und Dita wurden in der „Selektion“ für arbeitsfähig befunden und gemeinsam mit Ditas Tante aus dem Birkenauer Frauenlager in die Hamburger Außenlager des Konzentrationslagers Neuengamme gebracht.
Als erste weibliche Häftlinge mussten die ausgehungerten und geschwächten jüdischen Frauen aus Auschwitz schwere Zwangsarbeit leisten, Trümmer beseitigen und Notunterkünfte für ausgebombte Zivilisten bauen. „Wir hatten nicht genug anzuziehen, wir hatten immer Hunger, uns war immer kalt“, erinnert sich Heumann, aber sie beschrieb auch herrliche Sonnenaufgänge auf dem Weg zur Arbeit und hilfsbereite Menschen, die ihr Essen gaben. Ihre Gruppe durchlief drei Außenlager: Dessauer Ufer im Freihafen, Neugraben im Süden und Tiefstack im Osten Hamburgs. Die beiden Mädchen waren auch dort unzertrennlich, wozu nach Heumanns Erinnerung einmal jemand laut bemerkte: „Das ist nicht normal!“. Ditas Tante habe dagegengehalten, die Mädchen seien doch noch Kinder.
Anfang April 1945 löste die Lager-SS die Außenlager auf und trieb die jüdischen Frauen auf einen Todesmarsch ins KZ Bergen-Belsen, dessen Versorgung zusammengebrochen war, so dass die Lebensbedingungen noch schlechter waren als bei Hamburg. „Die Toten waren an beiden Seiten der Straße baumhoch aufgestapelt. Es war einfach unglaublich“, erinnerte sich Heumann. Als die britische Armee das Lager am 15. April 1945 befreite, war Margot Heumann an Typhus erkrankt und wog bei einer Größe von 1,67 Meter nur noch 35 Kilogramm. Sie lag zwei Monate im Krankenhaus und wurde dann durch das Internationale Rote Kreuz zur Erholung nach Schweden geschickt. Dita blieb zurück und wanderte später nach England aus.

## Nachkriegszeit
Margot Heumann lebte zwei Jahre in Schweden, lernte Schwedisch, besuchte wieder die Schule und führte ein normales Teenagerleben einschließlich einer spät offenbarten erotischen Beziehung zu einer Schwedin. 1947 zog sie zu Verwandten nach New York. Aus dem ursprünglich geplanten Jahr wurden mehrere Jahrzehnte: Margot Heumann fand eine Stelle in einer Werbeagentur, und sie fühlte sich in der lesbischen Szene der Stadt wohl. Sie begann eine Liebesbeziehung mit Lu Burke, einer intellektuellen „WASP“ (White Anglo-Saxon Protestant), die als Lektorin für den New Yorker arbeitete.
Weil Margot Heumann ein Kind haben wollte, heiratete sie 1953 einen Kollegen aus einer anderen Agentur, mit dem sie zwanzig Jahre lang zusammen blieb, zwei Kinder bekam und in einem Haus in Brooklyn wohnte. Von einer heimlichen Liebesaffäre mit der Nachbarin habe ihr Mann nichts bemerkt. Sie verließ ihn in den 1970er Jahren, als er glücksspielsüchtig wurde und sie misshandelte. Im Alter von 88 Jahren zog Margot Heumann in den Südwesten der USA und erklärte erstmals ihren Verwandten, lesbisch zu sein. Diese sagten, sie hätten es ohnehin schon immer gewusst.
Heumann befand sich jahrelang in psychiatrischer Behandlung. Organisiert von der KZ-Gedenkstätte Neuengamme berichtete sie im Frühjahr 2019 ihre Leidensgeschichte vor Schülern. Schon zuvor war Margot Heumanns Lebensgeschichte mehrfach durch Holocaustarchive aufgezeichnet worden, doch ihre lesbische Identität und ihre Liebesbeziehung mit Dita wurde erst ab 2018 dokumentiert.
2021 fand die Uraufführung des Theaterstücks The Amazing Life of Margot Heuman von Hájková und Erika Hughes, Wissenschaftlerin und Regisseurin mit dem Fokus Holocaust-Theater, auf dem Brighton Fringe Festival in Großbritannien statt. Das Stück sollte die Geschichten von marginalisierten Gruppen, mit queerer Coming-of-Age-Erfahrung im Holocaust erzählen und Zeugnis ablegen über eine Biografie, die nicht im Mittelpunkt der üblichen Forschung steht. Das Stück zeigt ein Gespräch zwischen Heumann und Anna Hájková und veranschaulicht, wie Heumann durch ihren Akt des Bezeugens die Kontrolle über ihre Geschichte an die Historikerin abgibt. Die Geschichte wird mit Bildern aus Margot Heumanns Archiv, darunter alte Fotos von ihr als junges Mädchen und Dokumente über ihre Deportation in Konzentrationslager während des Holocausts und Vertriebenenlager nach dem Krieg, ergänzt. Das Journal The Conversation beschreibt das Stück als „Meditation über das Zeugnisgeben, über die erste Liebe und darüber, wie man in einem ansonsten homophoben Umfeld Raum für eine queere Romanze schafft - oft wenn es um Leben und Tod geht.“